# Елисавета Вълчинова-Чендова
Елисавета Вълчинова-Чендова е български музиколог, професор в Институт за изследване на изкуствата – БАН и Нов български университет.

## Биография
През 1985 г. защитава докторска дисертация на тема „Военните духови оркестри в България и техният репертоар – 1879 – 1944 година“ като редовен докторант в тогавашния Институт за музика при БАН (днес сектор „Музика“ в Института за изследване на изкуствата, в който работи от 1 февруари 1982 г. до 30 септември 2023. През 2005 г. защитава дисертация за присъждане на научната степен „доктор на изкуствознанието“ на тема „Новата българска музика през последните десетилетия: модели и интерпретации“. Автор е на студии и статии, посветени на българското композиторско творчество и изпълнителско изкуство в български и чуждестранни печатни научни тематични сборници, енциклопедични издания и други, както и в интернет издания.
Професор (старши научен сътрудник I степен, 2008) в сектор „Музика“ на Институт за изследване на изкуствата – БАН. Професор в департамент „Музика“ на Нов български университет (2010 – 2019).
Главен редактор от 2006 г. ДО 2023 на списание „Българско музикознание“, издание на Института за изследване на изкуствата – БАН. Председател на секция „Музиколози“ и член на Управителния съвет на Съюза на българските композитори (1999 – 2002; 2002 – 2005; 2008 – 2011, от 2017–). От юли 2011 до октомври 2014 г. е член на ръководството на секцията.

## Награди и отличия
Носител е на наградата за критика и публицистика „Владимир Башев“ (1989), „Кристална лира 2004“ на Съюза на българските музикални и танцови дейци, награди на Министерство на културата и „Класик ФМ“ радио, награди на СБК за музиколожко творчество „Книга на годината“ (2000, 2003, 2004, 2010, 2020), „Златното петолиние 2005“ и др. 
През 2024 е отличена с почетния знак "Златен век – звезда" на Министерство на културата.